# Antonio Sacco
Antonio Sacco – piłkarz urugwajski, napastnik.
Jako piłkarz klubu CA Peñarol wziął udział w turnieju Copa América 1927, gdzie Urugwaj został wicemistrzem Ameryki Południowej. Sacco zagrał tylko w jednym meczu przeciwko Peru, w którym strzelił 2 bramki. Zdobycie 2 bramek uczyniło go jednym z sześciu wicekrólów strzelców turnieju.
W 1929 roku razem z Peñarolem Sacco zdobył mistrzostwo Urugwaju.
Od 10 sierpnia 1924 roku do 15 maja 1932 roku Sacco rozegrał w reprezentacji Urugwaju 6 meczów i zdobył 2 bramki.